# آزادی سیندرلا
آزادی سیندرلا (به انگلیسی: Cinderella Liberty) فیلمی ۱۱۷ دقیقه‌ای به کارگردانی مارک رایدل با بازی جیمز کان محصول کشور ایالات متحده آمریکا است.